# Tybee Island
Tybee Island is een plaats (city) in de Amerikaanse staat Georgia, en valt bestuurlijk gezien onder Chatham County.

## Demografie
Bij de volkstelling in 2000 werd het aantal inwoners vastgesteld op 3392.
In 2006 is het aantal inwoners door het United States Census Bureau geschat op 3726, een stijging van 334 (9.8%).

## Geografie
Volgens het United States Census Bureau beslaat de plaats een oppervlakte van
6,9 km², waarvan 6,6 km² land en 0,3 km² water.

## Tybee-bom
Op 5 februari 1958 werd hier in een moerassig gebied de zogenoemde Tybee-bom gedropt.

## Plaatsen in de nabije omgeving
De onderstaande figuur toont nabijgelegen plaatsen in een straal van 24 km rond Tybee Island.